# Matt Dennis
Matt Dennis (11 de febrero de 1914-21 de junio de 2002) fue un cantante, pianista, líder de banda, arreglista y escritor de canciones populares.
Nació en Seattle, Washington. Su madre era violinista y su padre cantante, su familia estaba en un vodevil, así que estuvo expuesto a la música desde corta edad. En 1933 él se unió a la orquesta de Horace Heidt como vocalista y pianista. Más tarde, el formó su propia banda con Dick Haymes como vocalista. Él se convirtió en entrenador vocal, arreglista y acompañante de Martha Tilton y trabajó con un nuevo grupo vocal, Stafford Sisters. Jo Stafford, una de las hermanas, se unió a la banda de Tommy Dorsey en 1940 y persuadió a Dorsey de contratar a Dennis como arreglista y compositor. Dennis escribió prolíficamente, con catorce de sus canciones grabadas para la banda de Dorsey en un año, incluyendo "Everything Happens to Me", un éxito temprano para Frank Sinatra.
Después de tres y medio años en la Fuerza Aérea de los Estados Unidos en la Segunda Guerra Mundial, Dennis regresó a la música escribiendo y arreglando, obteniendo un estímulo de su viejo amigo Dick Haymes, quien lo contrató para ser el director musical de su programa de radio. Con el letrista Tom Adair el escribió canciones para el programa de Haymes.
Dennis grabó seis álbumes, la mayoría de ellos están fuera de producción.

## Canciones con música de Matt Dennis
- "Angel Eyes"
- "Everything Happens to Me"
- "Let's Get Away from It All"
- "Little Man With A Candy Cigar"
- "The Night We Called It a Day"
- "Violets For Your Furs"
- "Will You Still Be Mine"
- "Compared To You"
- "Junior and Julie"